# 儀我誠也
儀我 誠也（ぎが せいや、1888年〈明治21年〉11月11日 - 1938年〈昭和13年〉1月24日）は、日本の陸軍軍人。最終階級は陸軍少将。

## 経歴
東京都出身。技師・儀我克次郎の長男として生まれる。旧制洲本中学校を経て、1909年（明治42年）5月、陸軍士官学校（21期）を卒業、石原莞爾と同期である。同年12月、歩兵少尉に任官し歩兵第9連隊付となる。1918年（大正7年）11月、陸軍大学校（30期）を卒業した。
1919年（大正8年）10月、第16師団司令部付となり、浦塩派遣軍司令部付、関東軍司令部付（ハルビン特務機関）、参謀本部員を歴任。1923年（大正12年）12月、参謀本部付仰付として張作霖軍事顧問となった。1925年（大正14年）5月、歩兵少佐に昇進。張作霖爆殺事件の際、張作霖の隣に呉俊陞、その次に儀我が座って会談していた中で爆発を体験している。
1929年（昭和4年）1月、歩兵第11連隊付となり、同年8月、歩兵中佐に進級。1930年（昭和5年）12月、第二高等学校配属将校に就任。1933年（昭和8年）5月、関東軍司令部付（山海関特務機関長）となり、1934年（昭和9年）3月、歩兵大佐に昇進。1935年（昭和10年）8月、歩兵第30連隊長に就任。
1937年（昭和12年）8月、支那駐屯軍司令部付となり、同月、北支那方面軍司令部付（天津特務機関長）に転じ、情報収集活動に従事したが、翌年1月、天津で戦病死し陸軍少将に昇進した。

## 栄典
- 1910年（明治43年）2月21日 - 正八位[2]
- 1913年（大正2年）4月21日 - 従七位[3]
- 1918年（大正7年）5月20日 - 正七位[4]
- 1923年（大正12年）7月31日 - 従六位[5]

## 親族
- 長男 儀我壮一郎（大阪市大名誉教授）